# Mihail Dumitru
Mihail Dumitru (n. 8 iulie 1964, la comuna Râu Alb, județul Dâmbovița, România) este un economist român. A fost ministrul agriculturii și dezvoltării rurale în perioada decembrie 2009 - septembrie 2010.

## Biografie
A absolvit Facultatea de Economie Agrară, în 1988, după care a deținut funcția de economist la Intreprinderea de stat pentru creșterea porcilor de la Stăncești, județul Prahova.
Din mai 1990 până în decembrie 1994 a fost cercetător științific la Institutul de Economie Agricolă, iar în perioada ianuarie - iulie 1995 a fost șef departament cercetare la același institut.
Din august 1995 până în ianuarie 2000 a fost manager de sector agricultură, dezvoltare rurală, securitatea produselor alimentare la Delegația Comisiei Europene (CE) în România, iar până în august 2006 a fost șef al Departamentului Agricultură și piață internă de la Delegația CE.
Din septembrie 2006 și până în decembrie 2009 a fost negociator-coordonator al Programului de dezvoltare rurală pentru România, la Comisia Europeană. După un mandat în funcția de ministru al agriculturii în România, a revenit ca director însărcinat cu dezvoltarea rurală în cadrul Direcției Generale Agricole a a Comisiei Europene.
Este căsătorit și are un copil.